# Megacmonotus magnus
Megacmonotus magnus är en insektsart som först beskrevs av Robert McLachlan 1871.
Megacmonotus magnus ingår i släktet Megacmonotus och familjen fjärilsländor. Inga underarter finns listade i Catalogue of Life.